# Ford Trophy 2021/22
Die Ford Trophy 2021/22 war die 51. Austragung der nationalen List-A-Cricket-Meisterschaft in Neuseeland. Der Wettbewerb wurde zwischen dem 30. November 2021 und dem 26. Februar 2022 zwischen den sechs neuseeländischen First-Class-Mannschaften ausgetragen. Im Finale konnte sich Auckland mit 8 Wickets gegen Central Districts durchsetzen.

## Format
Die sechs Mannschaften spielten in einer Gruppe je zweimal gegen jede der anderen Mannschaften. Für einen Sieg gab es vier Punkte, für ein Unentschieden oder No Result zwei und für eine Niederlage keinen Punkt. Ein Bonuspunkt wurde vergeben, wenn bei einem Sieg die eigene Run Rate die des Gegners um das 1,25-Fache überstieg. Des Weiteren war es möglich, dass Mannschaften Punkte abgezogen bekamen, wenn sie beispielsweise zu langsam spielten. Der Gruppenerste und -zweite qualifizierte sich für das Finale.

## Resultate

### Gruppenphase
Tabelle
| Teams              | Sp. | S | N | U | R | NR | BP | Ded | Punkte | NRR    |
| ------------------ | --- | - | - | - | - | -- | -- | --- | ------ | ------ |
| Central Districts  | 9   | 5 | 0 | 0 | 0 | 4  | 4  | 0   | 32     | +2.925 |
| Auckland           | 8   | 5 | 3 | 0 | 0 | 0  | 3  | 0   | 23     | +0.373 |
| Wellington         | 10  | 4 | 3 | 0 | 0 | 3  | 1  | 0   | 23     | +0.361 |
| Northern Districts | 10  | 2 | 4 | 0 | 0 | 4  | 2  | 0   | 18     | +0.096 |
| Otago              | 9   | 3 | 5 | 0 | 0 | 1  | 1  | 0   | 15     | −1.128 |
| Canterbury         | 10  | 1 | 5 | 0 | 0 | 4  | 0  | 0   | 12     | –1.495 |

### Finale
| 6. März Scorecard | Queenstown | Central Districts 213 (49.5)   | – | Auckland 217-2 (36.1) |
|                   |            | Auckland gewinnt mit 8 Wickets |   |                       |

Auckland gewann den Münzwurf und entschied sich als Feldmannschaft zu beginnen.